# Phaseolus glabellus
Phaseolus glabellus là một loài thực vật có hoa trong họ Đậu. Loài này được Piper miêu tả khoa học đầu tiên.